# Cao Sủng
Cao Sủng (chữ Hán: 高宠) là một nhân vật hư cấu trong Thuyết Nhạc toàn truyện, được xưng là đệ nhất mãnh tướng dưới quyền Nhạc Phi. Ông có võ nghệ cao cường, sức mạnh vô cùng, được xưng tụng là "Nam Tống đệ nhất thương", là đời sau của Cao Hoài Đức danh tướng thời Tống sơ, tổ tiên là Cao Tư Kế đệ nhất danh thương thời Ngũ Đại Thập Quốc.

## Cuộc đời
Trong "Thuyết Nhạc toàn truyện", Cao Sủng sử một thanh "Tạm kim hổ đầu thương" to bằng miệng chén. Vì nghe tin Tống Cao Tông bị vây ở Ngưu Đầu Sơn, ông nghe lệnh mẹ đến cứu viện. Trên đường gặp được Ngưu Cao, Trịnh Hoài, Trương Khuê đang vận lương, Cao Sủng giả vờ muốn cướp lương thảo, dễ dàng đại chiến cả ba người hợp sức. Sau nói rõ mục đích cứu giá, được ba người mời, kết bái làm anh em.

Sáu bảy mươi vạn quân Kim đem Ngưu Đầu Sơn vây chật như nêm cối. Cao Sủng lật sông quấy biển, giết quân Kim thây chất như núi, máu chảy thành sông, xông phá mấy chục doanh trại.

Sau khi một thương đánh bại Kim Ngột Thuật, Cao Sủng một mình xông vào trận doanh người Kim, đánh giết không ai địch lại. Lại tiến đến kho lương, muốn lên núi phóng hỏa thì bị A Thiết Long cho người đem ròng rọc sắt lăn xuống núi, Cao Sủng nhẹ nhàng đánh bay, chọc ngã hơn mười chiếc. Đến chiếc thứ 12, chiến mã kiệt sức ngã xuống, hất ông xuống ngựa, bị ròng rọc sắt đè chết.

## Đánh giá

### Vũ khí
Vũ khí của Cao Sủng là "tạm kim hổ đầu thương" được miêu tả "to bằng miêng chén. Chữ "chén" ("oản" 碗) có thể do nhầm với chữ "cổ tay" ("oản" 腕), do đó theo logic bình thương vũ khí này có lẽ chỉ cỡ cổ tay mà thôi. Trong truyện không miêu tả rõ trọng lượng, nhưng đoán chừng khoảng 120 cân trở lên. Thương nặng như thế mà có thể cầm vung vẩy liền coi là mãnh tướng, như Cao Sủng nắm thương này trong tay lại nhẹ nhàng như một cây que gỗ.

### Võ nghệ
Trong "Thuyết Nhạc toàn truyện" Cao Sủng được miêu tả như là một mãnh tướng sức mạnh vô địch, vượt quá giới hạn nhân loại.

Trận chiến đầu tiên trong truyện, Cao Sủng nhẹ nhàng đại chiến Ngưu Cao, Trịnh Hoài, Trương Khuê. Ba người này cũng không phải nhân vật tầm thường, Trịnh Hoài và Trương Khuê thực lực ngang nhau, Trịnh Hoài 5 hiệp bắt sống Ngưu Cao, trong khi Dương Tái Hưng vốn được coi là thực lực tương đương Nhạc Phi phải mất mười hai mười ba hiệp mới đánh bại được Ngưu Cao.

Hơn nữa, lúc này Cao Sủng đang tìm đến nương tựa Nhạc Phi nên đối với ba người không thể ra hết sức. Như vậy đủ thấy thực lực của Cao Sủng mạnh mẽ.

Sau đó giáp chiến quân Kim thì Cao Sủng một thương đánh bại Kim Ngột Thuật. Người này trước đó đã từng đánh mười mấy hiệp với Nhạc Phi không phân thắng bại. Tiếp đó Cao Sủng lại lên núi đốt lương, bị A Thiết Long lăn ròng rọc sắt xuống, mỗi cái cũng nặng đến ngàn cân, lại thêm lăn từ trên cao xuống, nhưng Cao Súng lấy thương vít thẳng ròng rọc bay ra phía sau, ném một lúc mười một chiếc.

## Hình tượng trong văn hóa nghệ thuật
Kinh kịch có một trích đoạn nổi tiếng tên là "Thiêu hoạt xa" (chọc ròng rọc) nói về chiến công của Cao Sủng. Bộ phim truyền hình "Đại trạch môn" cũng có nhiều chi tiết về ông.